# ゴールデングローブ賞 映画部門 作品賞 (ミュージカル・コメディ部門)
ゴールデングローブ賞 映画部門 作品賞（ミュージカル・コメディ部門）（Golden Globe Award for Best Motion Picture - Musical or Comedy）はゴールデングローブ賞の部門の一つ。元々、最優秀作品のための部門はひとつしかなかったが、第9回よりドラマ部門と本部門に分割された。

## 受賞作一覧
- 太字のものが受賞作品。
- "†" 付きのものはその年のアカデミー作品賞受賞作品。
- "‡" 付きのものはその年のアカデミー作品賞候補作品。

### 1951年 - 1957年
| 年   | 作品名                    | 監督                                 | プロデューサー                            |
| ---- | ------------------------- | ------------------------------------ | ----------------------------------------- |
| 1951 | 巴里のアメリカ人 †        | ヴィンセント・ミネリ                 | アーサー・フリード                        |
| 1952 | わが心に歌えば            | ウォルター・ラング                   | ラマー・トロッティ                        |
| 1952 | アンデルセン物語          | チャールズ・ヴィダー                 | サミュエル・ゴールドウィン                |
| 1952 | I'll See You in My Dreams | マイケル・カーティス                 | ルイス・F・エデルマン                     |
| 1952 | 雨に唄えば                | スタンリー・ドーネン、ジーン・ケリー | アーサー・フリード                        |
| 1952 | Stars and Stripes Forever | ヘンリー・コスター                   | ラマー・トロッティ                        |
| 1953 | 受賞無し                  | 受賞無し                             | 受賞無し                                  |
| 1954 | カルメン                  | オットー・プレミンジャー             | オットー・プレミンジャー                  |
| 1955 | 野郎どもと女たち          | ジョーゼフ・L・マンキーウィッツ      | サミュエル・ゴールドウィン                |
| 1956 | 王様と私 ‡                | ウォルター・ラング                   | チャールズ･ブラケット ダリル・F・ザナック |
| 1956 | バス停留所                | ジョシュア・ローガン                 | バディ・アドラー                          |
| 1956 | The Opposite Sex          | デヴィッド・ミラー                   | ジョー・パスターナク                      |
| 1956 | 純金のキャデラック        | リチャード・クワイン                 | フレッド・コールマー                      |
| 1956 | 八月十五夜の茶屋          | ダニエル・マン                       | ジャック・カミングス                      |
| 1957 | 魅惑の巴里                | ジョージ・キューカー                 | ソル・C・シーゲル ソウル・チャップリン    |
| 1957 | Z旗あげて                 | チャールズ・ウォルタース             | ローレンス・ウェインガーテン              |
| 1957 | 昼下りの情事              | ビリー・ワイルダー                   | ビリー・ワイルダー                        |
| 1957 | 夜の豹                    | ジョージ・シドニー                   | フレッド・コールマー                      |
| 1957 | 絹の靴下                  | ルーベン・マムーリアン               | プロデューサー                            |

### 1958年 - 1962年
| 年   | コメディ                           | 監督                                  | プロデューサー                                                                    | ミュージカル             | 監督                                      | プロデューサー                                                                     |
| ---- | ---------------------------------- | ------------------------------------- | --------------------------------------------------------------------------------- | ------------------------ | ----------------------------------------- | ---------------------------------------------------------------------------------- |
| 1958 | メイム叔母さん ‡                   | モートン・ダコスタ                    | モートン・ダコスタ                                                                | 恋の手ほどき †           | ヴィンセント・ミネリ                      | アーサー・フリード                                                                 |
| 1958 | 媚薬                               | リチャード・クワイン                  | ジュリアン・ブロースタイン                                                        | Damn Yankees             | ジョージ・アボット スタンリー・ドーネン   | ジョージ・アボット スタンリー・ドーネン ロバート・E・グリフィス ハロルド・プリンス |
| 1958 | 無分別                             | スタンリー・ドーネン                  | ノーマン・クラスナー                                                              | 南太平洋                 | ジョシュア・ローガン                      | バディ・アドラー                                                                   |
| 1958 | ダニー・ケイの戦場のドン・キホーテ | ピーター・グレンヴィル                | ウィリアム・ゲッツ                                                                | 親指トム                 | ジョージ・パル                            | ジョージ・パル                                                                     |
| 1958 | 休暇はパリで                       | ブレイク・エドワーズ                  | ロバート・アーサー                                                                |                          |                                           |                                                                                    |
| 1959 | お熱いのがお好き                   | ビリー・ワイルダー                    | ビリー・ワイルダー                                                                | ポギーとベス             | オットー・プレミンジャー                  | サミュエル・ゴールドウィン                                                         |
| 1959 | 僕は御免だ                         | ウォルター・ラング                    | ウィリアム・パールバーグ ジョージ・シートン                                       | 5つの銅貨                | メルヴィル・シェイヴルソン                | ジャック・ローズ                                                                   |
| 1959 | ペティコート作戦                   | ブレイク・エドワーズ                  | ロバート・アーサー                                                                | Li'l Abner               | メルヴィン・フランク                      | ノーマン・パナマ                                                                   |
| 1959 | 夜を楽しく                         | マイケル・ゴードン                    | ロス・ハンター マーティン・メルチャー                                             | A Private's Affair       | 監督                                      | プロデューサー                                                                     |
| 1959 | 奥様ごめんなさい                   | ジョージ・シドニー                    | ノーマン・クラスナー                                                              | ひとこと言って           | フランク・タシュリン                      | フランク・タシュリン                                                               |
| 1960 | アパートの鍵貸します †             | ビリー・ワイルダー                    | ビリー・ワイルダー                                                                | わが恋は終りぬ           | ジョージ・キューカー チャールズ・ヴィダー | ウィリアム・ゲッツ                                                                 |
| 1960 | よろめき珍道中                     | メルヴィン・フランク ノーマン・パナマ | メルヴィン・フランク ノーマン・パナマ                                             | ベルズ・アー・リンギング | ヴィンセント・ミネリ                      | アーサー・フリード                                                                 |
| 1960 | 芝生は緑                           | スタンリー・ドーネン                  | スタンリー・ドーネン ジェームズ・H・ウェアー                                      | カンカン                 | ウォルター・ラング                        | ジャック・カミングス ソウル・チャップリン                                          |
| 1960 | ナポリ湾                           | メルヴィル・シェイヴルソン            | ジャック・ロス                                                                    | 恋をしましょう           | ジョージ・キューカー                      | ジェリー・ウォルド                                                                 |
| 1960 | ハバナの男                         | キャロル・リード                      | キャロル・リード                                                                  | ペペ                     | ジョージ・シドニー                        | ジョージ・シドニー                                                                 |
| 1961 | A Majority of One                  | マーヴィン・ルロイ                    | プロデューサー                                                                    | ウエスト・サイド物語 †   | ジェローム・ロビンズ ロバート・ワイズ     | ロバート・ワイズ                                                                   |
| 1961 | ティファニーで朝食を               | ブレイク・エドワーズ                  | マーティン・ジュロー リチャード・シェファード                                     | おもちゃの王国           | ジャック・ドノヒュー                      | ウォルト・ディズニー                                                               |
| 1961 | ワン、ツー、スリー/ラブハント作戦  | ビリー・ワイルダー                    | ビリー・ワイルダー                                                                | フラワー・ドラム・ソング | ヘンリー・コスター                        | ロス・ハンター                                                                     |
| 1961 | 罠にかかったパパとママ             | デヴィッド・スウィフト                | ウォルト・ディズニー ジョージ・ゴリッツェン                                       |                          |                                           |                                                                                    |
| 1961 | ポケット一杯の幸福                 | フランク・キャプラ                    | フランク・キャプラ                                                                |                          |                                           |                                                                                    |
| 1962 | ミンクの手ざわり                   | デルバート・マン                      | ロバート・アーサー マーティン・メルチャー エドワード・ムール スタンリー・シャピロ | The Music Man ‡          | モートン・ダコスタ                        | モートン・ダコスタ                                                                 |
| 1962 | 好敵手                             | ガイ・ハミルトン                      | プロデューサー                                                                    | ジャンボ                 | チャールズ・ウォルタース                  | ジョー・パスターナク マーティン・メルチャー                                        |
| 1962 | プレイボーイ                       | マイケル・ゴードン                    | マーティン・ランソホフ                                                            | Girls! Girls! Girls!     | ノーマン・タウログ                        | ハル・B・ウォリス                                                                  |
| 1962 | 電話にご用心                       | ヘンリー・レヴィン                    | ロス・ハンター                                                                    | ジプシー                 | マーヴィン・ルロイ                        | マーヴィン・ルロイ                                                                 |
| 1962 | Period of Adjustment               | ジョージ・ロイ・ヒル                  | ローレンス・ウェインガーテン                                                      | 不思議な世界の物語       | ヘンリー・レヴィン ジョージ・パル         | ジョージ・パル                                                                     |

### 1963年 - 1969年
| 年   | 作品名                         | 監督                           | プロデューサー                                                                                                   |
| ---- | ------------------------------ | ------------------------------ | --- |
| 1963 | トム・ジョーンズの華麗な冒険 † | トニー・リチャードソン         | マイケル・バルコン マイケル・ホールデン オスカー・レヴェンスティン トニー・リチャードソン                        |
| 1963 | バイ・バイ・バーディー         | ジョージ・シドニー             | アーヴィング・ブレッチャー マイケル・スチュワート                                                                |
| 1963 | あなただけ今晩は               | ビリー・ワイルダー             | エドワード・L・アルパーソン I・A・L・ダイアモンド ドーン・ハリソン アレクサンドル・トローネル ビリー・ワイルダー |
| 1963 | おかしなおかしなおかしな世界   | スタンリー・クレイマー         | スタンリー・クレイマー                                                                                           |
| 1963 | 坊やの作戦命令                 | ジョージ・シドニー             | ジョー・パスターナク                                                                                             |
| 1963 | ヤム・ヤム・ガールズ           | デヴィッド・スウィフト         | デヴィッド・スウィフト                                                                                           |
| 1964 | マイ・フェア・レディ †         | ジョージ・キューカー           | ジャック・L・ワーナー                                                                                            |
| 1964 | がちょうのおやじ               | ラルフ・ネルソン               | ロバート・アーサー                                                                                               |
| 1964 | メリー・ポピンズ ‡             | ロバート・スティーヴンソン     | ウォルト・ディズニー                                                                                             |
| 1964 | 不沈のモリー・ブラウン         | チャールズ・ウォルタース       | ローレンス・ウェインガーテン                                                                                     |
| 1964 | マリアンの友だち               | ジョージ・ロイ・ヒル           | ジェローム・ヘルマン                                                                                             |
| 1965 | サウンド・オブ・ミュージック † | ロバート・ワイズ               | ロバート・ワイズ                                                                                                 |
| 1965 | キャット・バルー               | エリオット・シルヴァースタイン | ウォルター・ニューマン                                                                                           |
| 1965 | グレートレース                 | ブレイク・エドワーズ           | マーティン・ジュロー                                                                                             |
| 1965 | 素晴らしきヒコーキ野郎         | ケン・アナキン                 | スタン・マーガリーズ                                                                                             |
| 1965 | 裏街・太陽の天使 ‡             | フレッド・コー                 | フレッド・コー                                                                                                   |
| 1966 | アメリカ上陸作戦 ‡             | ノーマン・ジュイソン           | ノーマン・ジュイソン                                                                                             |
| 1966 | ローマで起った奇妙な出来事     | リチャード・レスター           | メルヴィン・フランク                                                                                             |
| 1966 | 泥棒貴族                       | ロナルド・ニーム               | レオ・L・フックス                                                                                                |
| 1966 | おれの女に手を出すな           | ノーマン・パナマ               | ノーマン・パナマ                                                                                                 |
| 1966 | 大人になれば…                  | フランシス・フォード・コッポラ | フィル・フェルドマン                                                                                             |
| 1967 | 卒業 ‡                         | マイク・ニコルズ               | ジョーゼフ・E・レヴィーン ローレンス・ターマン                                                                   |
| 1967 | キャメロット                   | ジョシュア・ローガン           | ジャック・L・ワーナー                                                                                            |
| 1967 | ドリトル先生不思議な旅 ‡       | リチャード・フライシャー       | アーサー・P・ジェイコブズ                                                                                        |
| 1967 | じゃじゃ馬ならし               | フランコ・ゼフィレッリ         | プロデューサー                                                                                                   |
| 1967 | モダン・ミリー                 | ジョージ・ロイ・ヒル           | ロス・ハンター                                                                                                   |
| 1968 | オリバー! †                    | キャロル・リード               | ジョン・ウルフ                                                                                                   |
| 1968 | フィニアンの虹                 | フランシス・フォード・コッポラ | ジョセフ・ランドン                                                                                               |
| 1968 | ファニー・ガール ‡             | ウィリアム・ワイラー           | レイ・スターク                                                                                                   |
| 1968 | おかしな二人                   | ジーン・サックス               | ハワード・W・コッチ                                                                                              |
| 1968 | 合併結婚                       | メルヴィル・シェイヴルソン     | ロバート・F・ブラモフ                                                                                            |
| 1969 | サンタ・ビットリアの秘密       | スタンリー・クレイマー         | ジョージ・グラス スタンリー・クレイマー                                                                          |
| 1969 | サボテンの花                   | ジーン・サックス               | M・J・フランコヴィッチ                                                                                           |
| 1969 | さよならコロンバス             | ラリー・ピアース               | スタンリー・R・ジャッフェ                                                                                        |
| 1969 | ハロー・ドーリー! ‡            | ジーン・ケリー                 | アーネスト・レーマン                                                                                             |
| 1969 | ペンチャー・ワゴン             | ジョシュア・ローガン           | アラン・ジェイ・ラーナー                                                                                         |

### 1970年代
| 年   | 作品名                                 | 監督                                   | プロデューサー                                                       |
| ---- | -------------------------------------- | -------------------------------------- | -------------------------------------------------------------------- |
| 1970 | M★A★S★H マッシュ ‡                     | ロバート・アルトマン                   | インゴ・プレミンジャー                                               |
| 1970 | 暁の出撃                               | ブレイク・エドワーズ                   | ブレイク・エドワーズ                                                 |
| 1970 | わが愛は消え去りて                     | フランク・ペリー                       | フランク・ペリー                                                     |
| 1970 | ふたりの誓い                           | サイ・ハワード                         | デヴィッド・サスキンド                                               |
| 1970 | クリスマス・キャロル                   | ロナルド・ニーム                       | ロバート・H・ソロ                                                    |
| 1971 | 屋根の上のバイオリン弾き ‡             | ノーマン・ジュイソン                   | ノーマン・ジュイソン                                                 |
| 1971 | ボーイフレンド                         | ケン・ラッセル                         | ハリー・ベン ケン・ラッセル                                          |
| 1971 | コッチおじさん                         | ジャック・レモン                       | プロデューサー                                                       |
| 1971 | おかしな求婚                           | エレイン・メイ                         | ヒラード・エルキンズ                                                 |
| 1971 | おかしなホテル                         | アーサー・ヒラー                       | ハワード・W・コッチ                                                  |
| 1972 | キャバレー ‡                           | ボブ・フォッシー                       | サイ・フュアー                                                       |
| 1972 | お熱い夜をあなたに                     | ビリー・ワイルダー                     | ビリー・ワイルダー                                                   |
| 1972 | バタフライはフリー                     | ミルトン・カトセラス                   | M・J・フランコヴィッチ                                               |
| 1972 | 1776                                   | ピーター・H・ハント                    | ジャック・ワーナー                                                   |
| 1972 | Travels with My Aunt                   | ジョージ・キューカー                   | ジェームズ・クレッソン ロバート・フライアー                          |
| 1973 | アメリカン・グラフィティ‡              | ジョージ・ルーカス                     | フランシス・フォード・コッポラ ゲイリー・カーツ                      |
| 1973 | ジーザス・クライスト・スーパースター   | ノーマン・ジュイソン                   | ノーマン・ジュイソン パトリック・パーマー ロバート・スティグウッド   |
| 1973 | ペーパー・ムーン                       | ピーター・ボグダノヴィッチ             | ピーター・ボグダノヴィッチ フランク・マーシャル                      |
| 1973 | トム・ソーヤーの冒険                   | ドン・テイラー                         | フランク・キャプラ・Jr アーサー・P・ジェイコブス                     |
| 1973 | ウィークエンド・ラブ ‡                 | メルヴィン・フランク                   | メルヴィン・フランク                                                 |
| 1974 | ロンゲスト・ヤード                     | ロバート・アルドリッチ                 | アルバート・S・ラディ                                                |
| 1974 | フロント・ページ                       | ビリー・ワイルダー                     | ポール・モナシュ                                                     |
| 1974 | ハリーとトント                         | ポール・マザースキー                   | ポール・マザースキー                                                 |
| 1974 | 星の王子さま                           | スタンリー・ドーネン                   | スタンリー・ドーネン                                                 |
| 1974 | 三銃士                                 | リチャード・レスター                   | アレクサンドル・サルキンド イリヤ・サルキンド ピエール・スペングラー |
| 1975 | サンシャイン・ボーイズ                 | ハーバート・ロス                       | レイ・スターク                                                       |
| 1975 | ファニー・レディ                       | ハーバート・ロス                       | レイ・スターク                                                       |
| 1975 | ピンク・パンサー2                      | ブレイク・エドワーズ                   | ブレイク・エドワーズ                                                 |
| 1975 | シャンプー                             | ハル・アシュビー                       | ウォーレン・ベイティ                                                 |
| 1975 | トミー                                 | ケン・ラッセル                         | ケン・ラッセル ロバート・スティグウッド                              |
| 1976 | スター誕生                             | フランク・ピアソン                     | ジョン・ピーターズ                                                   |
| 1976 | ダウンタウン物語                       | アラン・パーカー                       | アラン・マーシャル                                                   |
| 1976 | ピンク・パンサー3                      | ブレイク・エドワーズ                   | ブレイク・エドワーズ                                                 |
| 1976 | The Ritz                               | リチャード・レスター                   | プロデューサー                                                       |
| 1976 | メル・ブルックスのサイレント・ムービー | メル・ブルックス                       | マイケル・ハーツバーグ                                               |
| 1977 | グッバイガール ‡                       | ハーバート・ロス                       | レイ・スターク                                                       |
| 1977 | アニー・ホール †                       | ウディ・アレン                         | チャールズ・H・ジョフィ                                              |
| 1977 | メル・ブルックス/新サイコ              | メル・ブルックス                       | メル・ブルックス                                                     |
| 1977 | ニューヨーク・ニューヨーク             | マーティン・スコセッシ                 | ロバート・チャートフ アーウィン・ウィンクラー                        |
| 1977 | サタデー・ナイト・フィーバー           | ジョン・バダム                         | ロバート・スティグウッド                                             |
| 1978 | 天国から来たチャンピオン ‡             | ウォーレン・ベイティ、バック・ヘンリー | ウォーレン・ベイティ                                                 |
| 1978 | カリフォルニア・スイート               | ハーバート・ロス                       | レイ・スターク                                                       |
| 1978 | ファール・プレイ                       | コリン・ヒギンズ                       | トーマス・L・ミラー エドワード・K・ミルキス                          |
| 1978 | グリース                               | ランダル・クレイザー                   | アラン・カー ロバート・スティグウッド                                |
| 1978 | ブルックリン物語                       | スタンリー・ドーネン                   | スタンリー・ドーネン                                                 |
| 1979 | ヤング・ゼネレーション ‡               | ピーター・イェーツ                     | スティーヴ・テシック                                                 |
| 1979 | チャンス                               | ハル・アシュビー                       | アンドリュー・ブラウンズバーグ                                       |
| 1979 | ヘアー                                 | ミロス・フォアマン                     | レスター・パースキー マイケル・バトラー                              |
| 1979 | ローズ                                 | マーク・ライデル                       | アンソニー・レイ アーロン・ルッソ<>br /マーヴィン・ワース            |
| 1979 | テン                                   | ブレイク・エドワーズ                   | トニー・アダムス ブレイク・エドワーズ                                |

### 1980年代
| 年   | 作品名                            | 監督                                                         | プロデューサー                                                                   |
| ---- | --------------------------------- | ------------------------------------------------------------ | -------------------------------------------------------------------------------- |
| 1980 | 歌え!ロレッタ愛のために ‡         | マイケル・アプテッド                                         | バーナード・シュワルツ                                                           |
| 1980 | フライングハイ                    | ジム・エイブラハムズ デヴィッド・ザッカー ジェリー・ザッカー | ジョン・デイヴィソン ハワード・W・コッチ                                         |
| 1980 | フェーム                          | アラン・パーカー                                             | デヴィッド・デ・シルバ アラン・マーシャル                                        |
| 1980 | The Idolmaker                     | テイラー・ハックフォード                                     | ジーン・カークウッド ハワード・W・コッチ・Jr                                     |
| 1980 | メルビンとハワード                | ジョナサン・デミ                                             | アート・リンソン ドン・フィリップス                                              |
| 1981 | ミスター・アーサー                | スティーヴ・ゴードン                                         | スティーヴ・ゴードン                                                             |
| 1981 | The Four Seasons                  | アラン・アルダ                                               | マーティン・バーグマン                                                           |
| 1981 | ペニーズ・フロム・ヘブン          | ハーバート・ロス                                             | ノラ・ケイ リック・マッカラム ハーバート・ロス                                   |
| 1981 | S.O.B.                            | ブレイク・エドワーズ                                         | トニー・アダムス ブレイク・エドワーズ                                            |
| 1981 | ズートスーツ                      | ルイス・ヴァルデス                                           | ピーター・バーレル                                                               |
| 1982 | トッツィー ‡                      | シドニー・ポラック                                           | シドニー・ポラック ディック・リチャーズ                                          |
| 1982 | テキサス1の赤いバラ               | コリン・ヒギンズ                                             | ロバート・L・ボエット コリン・ヒギンズ                                           |
| 1982 | ダイナー                          | バリー・レヴィンソン                                         | ジェリー・ワイントローブ                                                         |
| 1982 | My Favorite Year                  | リチャード・ベンジャミン                                     | マイケル・グラスコフ                                                             |
| 1982 | ビクター/ビクトリア               | ブレイク・エドワーズ                                         | トニー・アダムス ブレイク・エドワーズ                                            |
| 1983 | 愛のイエントル                    | バーブラ・ストライサンド                                     | ラリー・ドヴェイ ラスティ・レモランデ バーブラ・ストライサンド                   |
| 1983 | 再会の時 ‡                        | ローレンス・カスダン                                         | マイケル・シャンバーグ                                                           |
| 1983 | フラッシュダンス                  | エイドリアン・ライン                                         | ジェリー・ブラッカイマー ドン・シンプソン                                        |
| 1983 | 大逆転                            | ジョン・ランディス                                           | ジョージ・フォルシー・Jr アーロン・ルッソ アーウィン・ルッソ サム・ウィリアムズ  |
| 1983 | カメレオンマン                    | ウディ・アレン                                               | ロバート・グリーンハット                                                         |
| 1984 | ロマンシング・ストーン 秘宝の谷   | ロバート・ゼメキス                                           | マイケル・ダグラス                                                               |
| 1984 | ビバリーヒルズ・コップ            | マーティン・ブレスト                                         | ジェリー・ブラッカイマー ドン・シンプソン                                        |
| 1984 | ゴーストバスターズ                | アイヴァン・ライトマン                                       | バーニー・ブリルスタイン アイヴァン・ライトマン                                  |
| 1984 | 結婚ダブルス/ミッキー&モード      | ブレイク・エドワーズ                                         | トニー・アダムス ルー・アントニオ トリッシュ・キャロセリ ジョナサン・D・クレイン |
| 1984 | スプラッシュ                      | ロン・ハワード                                               | ブライアン・グレイザー                                                           |
| 1985 | 女と男の名誉 ‡                    | ジョン・ヒューストン                                         | ジョン・フォアマン                                                               |
| 1985 | バック・トゥ・ザ・フューチャー    | ロバート・ゼメキス                                           | ニール・カントン ボブ・ゲイル                                                    |
| 1985 | コーラスライン                    | リチャード・アッテンボロー                                   | サイ・フュアー                                                                   |
| 1985 | コクーン                          | ロン・ハワード                                               | デイヴィッド・ブラウン リチャード・D・ザナック                                   |
| 1985 | カイロの紫のバラ                  | ウディ・アレン                                               | ロバート・グリーンハット                                                         |
| 1986 | ハンナとその姉妹 ‡                | ウディ・アレン                                               | ロバート・グリーンハット                                                         |
| 1986 | ロンリー・ハート                  | ブルース・ベレスフォード                                     | フレディ・フィールズ                                                             |
| 1986 | ビバリーヒルズ・バム              | ポール・マザースキー                                         | パト・ガズマン ポール・マザースキー                                              |
| 1986 | リトル・ショップ・オブ・ホラーズ  | フランク・オズ                                               | デヴィッド・ゲフィン                                                             |
| 1986 | ペギー・スーの結婚                | フランシス・フォード・コッポラ                               | ポール・R・グリアン                                                              |
| 1987 | 戦場の小さな天使たち ‡            | ジョン・ブアマン                                             | ジョン・ブアマン マイケル・ドライハースト                                        |
| 1987 | 赤ちゃんはトップレディがお好き    | チャールズ・シャイア                                         | ブルース・A・ブロック ナンシー・マイヤーズ                                       |
| 1987 | ブロードキャスト・ニュース ‡      | ジェームズ・L・ブルックス                                    | ジェームズ・L・ブルックス                                                        |
| 1987 | ダーティ・ダンシング              | エミール・アルドリーノ                                       | リンダ・ゴットリーブ                                                             |
| 1987 | 月の輝く夜に ‡                    | ノーマン・ジュイソン                                         | ノーマン・ジュイソン                                                             |
| 1988 | ワーキング・ガール ‡              | マイク・ニコルズ                                             | ダグラス・ウィック                                                               |
| 1988 | ビッグ                            | ペニー・マーシャル                                           | ジェームズ・L・ブルックス ロバート・グリーンハット                               |
| 1988 | ワンダとダイヤと優しい奴ら        | チャールズ・クライトン                                       | マイケル・シャンバーグ                                                           |
| 1988 | ミッドナイト・ラン                | マーティン・ブレスト                                         | マーティン・ブレスト                                                             |
| 1988 | ロジャー・ラビット                | リチャード・ウィリアムス ロバート・ゼメキス                  | フランク・マーシャル ロバート・ワッツ                                            |
| 1989 | ドライビング Miss デイジー ‡      | ブルース・ベレスフォード                                     | リリ・フィニー・ザナック リチャード・D・ザナック                                 |
| 1989 | リトル・マーメイド                | ロン・クレメンツ ジョン・マスカー                            | ハワード・アッシュマン ロン・クレメンツ ジョン・マスカー                         |
| 1989 | 旅する女 シャーリー・バレンタイン | ルイス・ギルバート                                           | ルイス・ギルバート                                                               |
| 1989 | ローズ家の戦争                    | ダニー・デヴィート                                           | ジェームズ・L・ブルックス アーノン・ミルチャン                                   |
| 1989 | 恋人たちの予感                    | ロブ・ライナー                                               | ロブ・ライナー アンドリュー・シェインマン                                        |

### 1990年代
| 年   | 作品名                                | 監督                                      | プロデューサー                                                                                                   |
| ---- | ------------------------------------- | ----------------------------------------- | --- |
| 1990 | グリーン・カード                      | ピーター・ウィアー                        | ピーター・ウィアー                                                                                               |
| 1990 | ディック・トレイシー                  | ウォーレン・ベイティ                      | ウォーレン・ベイティ                                                                                             |
| 1990 | ゴースト/ニューヨークの幻 ‡           | ジェリー・ザッカー                        | スティーヴン＝チャールズ・ジャッフェ ローレン・レイ ブルース・ジョエル・ルービン                                 |
| 1990 | ホーム・アローン                      | クリス・コロンバス                        | ジョン・ヒューズ                                                                                                 |
| 1990 | プリティ・ウーマン                    | ゲイリー・マーシャル                      | ローラ・ジスキン                                                                                                 |
| 1991 | 美女と野獣 ‡                          | ゲーリー・トゥルースデイル カーク・ワイズ | ドン・ハーン |
| 1991 | シティ・スリッカーズ                  | ロン・アンダーウッド                      | ビリー・クリスタル アービー・スミス                                                                              |
| 1991 | ザ・コミットメンツ                    | アラン・パーカー                          | リンダ・マイルズ ロジャー・ランドール・カトラー                                                                  |
| 1991 | フィッシャー・キング                  | テリー・ギリアム                          | デブラ・ヒル トニー・マーク リンダ・オブスト                                                                     |
| 1991 | フライド・グリーン・トマト            | ジョン・アヴネット                        | ジョン・アヴネット ノーマン・レアー                                                                              |
| 1992 | ザ・プレイヤー                        | ロバート・アルトマン                      | デイヴィッド・ブラウン マイケル・トルキン ニック・ウェクスラー                                                   |
| 1992 | アラジン                              | ロン・クレメンツ ジョン・マスカー         | ロン・クレメンツ ジョン・マスカー                                                                                |
| 1992 | 魅せられて四月                        | マイク・ニューウェル                      | マシュー・ハミルトン サイモン・レルフ アン・スコット マーク・シーヴァス                                          |
| 1992 | ハネムーン・イン・ベガス              | アンドリュー・バーグマン                  | マイク・ロベル                                                                                                   |
| 1992 | 天使にラブ・ソングを…                 | エミール・アルドリーノ                    | スコット・ルーディン テリー・シュワルツ                                                                          |
| 1993 | ミセス・ダウト                        | クリス・コロンバス                        | ロビン・ウィリアムズ マーシャ・ガーセス・ウィリアムズ マーク・ラドクリフ                                         |
| 1993 | デーヴ                                | アイヴァン・ライトマン                    | アイヴァン・ライトマン ローレン・シュラー・ドナー                                                                |
| 1993 | から騒ぎ                              | ケネス・ブラナー                          | ケネス・ブラナー スティーヴン・エヴァンズ デヴィッド・パーフィット                                               |
| 1993 | めぐり逢えたら                        | ノーラ・エフロン                          | ゲイリー・フォスター                                                                                             |
| 1993 | ダンシング・ヒーロー                  | バズ・ラーマン                            | トリストラム・ミアール アントワネット・アルバート                                                                |
| 1994 | ライオン・キング                      | ロジャー・アレーズ ロブ・ミンコフ         | ドン・ハーン |
| 1994 | プリシラ                              | ステファン・エリオット                    | アル・クラーク マイケル・ハムリン                                                                                |
| 1994 | エド・ウッド                          | ティム・バートン                          | ティム・バートン デニーズ・ディ・ノヴィ                                                                          |
| 1994 | フォー・ウェディング ‡                | マイク・ニューウェル                      | ダンカン・ケンウォーシー                                                                                         |
| 1994 | プレタポルテ                          | ロバート・アルトマン                      | ロバート・アルトマン スコット・ブッシュネル                                                                      |
| 1995 | ベイブ ‡                              | クリス・ヌーナン                          | キャサリン・バーバー フィリップ・ハーンショウ ビル・ミラー ジョージ・ミラー ダグ・ミッチェル ダフネ・パリス      |
| 1995 | アメリカン・プレジデント              | ロブ・ライナー                            | バーバラ・マルトビー チャールズ・ニューワース ロブ・ライナー ジェフリー・ストット                                |
| 1995 | ゲット・ショーティ                    | バリー・ソネンフェルド                    | ダニー・デヴィート マイケル・シャンバーグ ステイシー・シェア                                                     |
| 1995 | サブリナ                              | シドニー・ポラック                        | シドニー・ポラック スコット・ルーディン                                                                          |
| 1995 | トイ・ストーリー                      | ジョン・ラセター                          | ボニー・アーノルド ラルフ・グッジェンハイム                                                                      |
| 1996 | エビータ                              | アラン・パーカー                          | アラン・パーカー ロバート・スティグウッド                                                                        |
| 1996 | バードケージ                          | マイク・ニコルズ                          | マルチェロ・ダノン ミシェル・インペラート ニール・マクリス マイク・ニコルズ                                      |
| 1996 | 世界中がアイ・ラヴ・ユー              | ウディ・アレン                            | ロバート・グリーンハット                                                                                         |
| 1996 | ファーゴ ‡                            | ジョエル・コーエン                        | イーサン・コーエン                                                                                               |
| 1996 | ザ・エージェント ‡                    | キャメロン・クロウ                        | ジェームズ・L・ブルックス キャメロン・クロウ ローレンス・マーク リチャード・サカイ                               |
| 1997 | 恋愛小説家 ‡                          | ジェームズ・L・ブルックス                 | ローラ・ジスキン                                                                                                 |
| 1997 | フル・モンティ ‡                      | ピーター・カッタネオ                      | ウベルト・パゾリーニ                                                                                             |
| 1997 | メン・イン・ブラック                  | バリー・ソネンフェルド                    | ローリー・マクドナルド ウォルター・F・パークス スティーヴン・スピルバーグ                                        |
| 1997 | ベスト・フレンズ・ウェディング        | P・J・ホーガン                            | プロデューサー                                                                                                   |
| 1997 | ウワサの真相/ワグ・ザ・ドッグ         | バリー・レヴィンソン                      | バリー・レヴィンソン ロバート・デ・ニーロ                                                                        |
| 1998 | 恋におちたシェイクスピア †            | ジョン・マッデン                          | ドナ・ジグリオッティ マーク・ノーマン デヴィッド・パーフィット ハーヴェイ・ワインスタイン エドワード・ズウィック |
| 1998 | ブルワース                            | ウォーレン・ベイティ                      | ウォーレン・ベイティ ピーター・ジャン・ブルージ                                                                  |
| 1998 | マスク・オブ・ゾロ                    | マーティン・キャンベル                    | ダグ・クレイボーン デイヴィッド・フォスター                                                                      |
| 1998 | パッチ・アダムス トゥルー・ストーリー | トム・シャドヤック                        | マイク・ファレル バリー・ケンプ マーヴィン・ミノフ チャールズ・ニューワース                                      |
| 1998 | スティル・クレイジー                  | ブライアン・ギブソン                      | アマンダ・マーモット                                                                                             |
| 1998 | メリーに首ったけ                      | ボビー・ファレリー ピーター・ファレリー   | ボビー・ファレリー ピーター・ファレリー                                                                          |
| 1999 | トイ・ストーリー2                     | ジョン・ラセター                          | ヘレン・プロトキン カレン・ロバート・ジャクソン                                                                  |
| 1999 | アナライズ・ミー                      | ハロルド・ライミス                        | ジェーン・ローゼンタール ポーラ・ワインスタイン                                                                  |
| 1999 | マルコヴィッチの穴                    | スパイク・ジョーンズ                      | サンディ・スターン スティーヴ・ゴリン ヴィンセント・ランディ マイケル・スタイプ                                  |
| 1999 | マン・オン・ザ・ムーン                | ミロス・フォアマン                        | ダニー・デヴィート                                                                                               |
| 1999 | ノッティングヒルの恋人                | ロジャー・ミッシェル                      | ダンカン・ケンワーシー                                                                                           |

### 2000年代
| 年   | 作品名                                                    | 監督                                            | プロデューサー |
| ---- | --------------------------------------------------------- | ----------------------------------------------- | --- |
| 2000 | あの頃ペニー・レインと                                    | キャメロン・クロウ                              | イアン・ブライス キャメロン・クロウ                                                                                            |
| 2000 | ドッグ・ショウ!                                           | クリストファー・ゲスト                          | ゴードン・マーク カレン・マーフィ                                                                                              |
| 2000 | チキンラン                                                | ピーター・ロード ニック・パーク                 | ピーター・ロード ニック・パーク デヴィッド・スプロクストン                                                                     |
| 2000 | ショコラ ‡                                                | ラッセ・ハルストレム                            | ハーヴェイ・ワインスタイン |
| 2000 | オー・ブラザー!                                           | ジョエル・コーエン                              | ティム・ビーヴァン イーサン・コーエン エリック・フェルナー                                                                     |
| 2001 | ムーラン・ルージュ ‡                                      | バズ・ラーマン                                  | フレッド・バロン マーティン・ブラウン バズ・ラーマン                                                                           |
| 2001 | ブリジット・ジョーンズの日記                              | シャロン・マグアイア                            | ティム・ビーヴァン ジョナサン・カヴェンディッシュ エリック・フェルナー                                                         |
| 2001 | ゴスフォード・パーク ‡                                    | ロバート・アルトマン                            | ロバート・アルトマン ボブ・バラバン デヴィッド・レヴィ                                                                         |
| 2001 | キューティ・ブロンド                                      | ロバート・ルケティック                          | リック・キドニー マーク・E・プラット                                                                                           |
| 2001 | シュレック                                                | アンドリュー・アダムソン ヴィッキー・ジェンソン | ジェフリー・カッツェンバーグ アーロン・ワーナー ジョン・H・ウィリアムズ                                                        |
| 2002 | シカゴ †                                                  | ロブ・マーシャル                                | メリル・ポスター マーティン・リチャーズ ボブ・ワインスタイン ハーヴェイ・ワインスタイン クレイグ・ザダン                       |
| 2002 | アバウト・ア・ボーイ                                      | クリス・ワイツ ポール・ワイツ                   | ティム・ビーヴァン ロバート・デ・ニーロ ブラッド・エプスタイン エリック・フェルナー ジェーン・ローゼンタール                   |
| 2002 | アダプテーション                                          | スパイク・ジョーンズ                            | ジョナサン・デミ ヴィンセント・ランディ エドワード・サクソン                                                                   |
| 2002 | マイ・ビッグ・ファット・ウェディング                      | ジョエル・ズウィック                            | ゲイリー・ゴーツマン トム・ハンクス リタ・ウィルソン                                                                           |
| 2002 | ディケンズのニコラス・ニックルビー                        | ダグラス・マクグラス                            | サイモン・チャニング＝ウィリアムズ、ジョン・ハート ジェフリー・シャープ                                                        |
| 2003 | ロスト・イン・トランスレーション ‡                        | ソフィア・コッポラ                              | ソフィア・コッポラ ロス・カッツ                                                                                                |
| 2003 | ベッカムに恋して                                          | グリンダ・チャーダ                              | グリンダ・チャーダ ディーパク・ナーヤル                                                                                        |
| 2003 | ビッグ・フィッシュ                                        | ティム・バートン                                | ブルース・コーエン ダン・ジンクス リチャード・D・ザナック                                                                      |
| 2003 | ファインディング・ニモ                                    | アンドリュー・スタントン                        | グラハム・ウォルターズ |
| 2003 | ラブ・アクチュアリー                                      | リチャード・カーティス                          | ダンカン・ケンワーシー ティム・ビーヴァン エリック・フェルナー                                                                 |
| 2004 | サイドウェイ ‡                                            | アレクサンダー・ペイン                          | マイケル・ロンドン |
| 2004 | エターナル・サンシャイン                                  | ミシェル・ゴンドリー                            | アンソニー・ブレグマン スティーヴ・ゴリン                                                                                      |
| 2004 | Mr.インクレディブル                                       | ブラッド・バード                                | ジョン・ウォーカー |
| 2004 | オペラ座の怪人                                            | ジョエル・シュマッカー                          | アンドルー・ロイド・ウェバー                                                                                                   |
| 2004 | Ray/レイ ‡                                                | テイラー・ハックフォード                        | ハワード・ボールドウィン カレン・ボールドウィン スチュアート・ベンジャミン テイラー・ハックフォード                            |
| 2005 | ウォーク・ザ・ライン/君につづく道                         | ジェームズ・マンゴールド                        | ジェームズ・キーチ キャシー・コンラッド                                                                                        |
| 2005 | ヘンダーソン夫人の贈り物                                  | スティーヴン・フリアーズ                        | ノーマ・ヘイマン |
| 2005 | プライドと偏見                                            | ジョー・ライト                                  | ティム・ビーヴァン エリック・フェルナー ポール・ウェブスター                                                                   |
| 2005 | プロデューサーズ                                          | スーザン・ストローマン                          | メル・ブルックス |
| 2005 | イカとクジラ                                              | ノア・バームバック                              | ウェス・アンダーソン |
| 2006 | ドリームガールズ                                          | ビル・コンドン                                  | ローレンス・マーク |
| 2006 | ボラット 栄光ナル国家カザフスタンのためのアメリカ文化学習 | ラリー・チャールズ                              | サシャ・バロン・コーエン ジェイ・ローチ                                                                                        |
| 2006 | プラダを着た悪魔                                          | デヴィッド・フランケル                          | ウェンディ・フェネルマン カレン・ローゼンフェルト                                                                              |
| 2006 | リトル・ミス・サンシャイン ‡                              | ジョナサン・デイトン ヴァレリー・ファリス       | アルバート・バーガー デヴィッド・T・フレンドリー ピーター・サラフ マーク・タートルトーブ ロン・イェルザ                        |
| 2006 | サンキュー・スモーキング                                  | ジェイソン・ライトマン                          | エドワード・R・プレスマン デヴィッド・O・サックス                                                                              |
| 2007 | スウィーニー・トッド フリート街の悪魔の理髪師             | ティム・バートン                                | ジョン・ローガン ローリー・マクドナルド ウォルター・F・パークス リチャード・D・ザナック                                        |
| 2007 | アクロス・ザ・ユニバース                                  | ジュリー・テイモア                              | チャールズ・ニューワース ジェニファー・トッド スザンヌ・トッド                                                                 |
| 2007 | チャーリー・ウィルソンズ・ウォー                          | マイク・ニコルズ                                | トム・ハンクス |
| 2007 | ヘアスプレー                                              | アダム・シャンクマン                            | トビー・エメリッヒ ニール・メロン マーク・シャイマン アダム・シャンクマン ボブ・シェイ スコット・ウィットマン クレイグ・ザダン |
| 2007 | JUNO/ジュノ ‡                                             | ジェイソン・ライトマン                          | リアンヌ・ハルフォン ジョン・マルコヴィッチ メイソン・ノヴィック ラッセル・スミス                                              |
| 2008 | それでも恋するバルセロナ                                  | ウディ・アレン                                  | レッティ・アロンソン ジャウメ・ロウレス スティーヴン・テネンバウム ギャレス・ワイリー                                          |
| 2008 | バーン・アフター・リーディング                            | イーサン・コーエン ジョエル・コーエン           | イーサン・コーエン ジョエル・コーエン                                                                                          |
| 2008 | ハッピー・ゴー・ラッキー                                  | マイク・リー                                    | サイモン・チャニング＝ウィリアムズ                                                                                             |
| 2008 | ヒットマンズ・レクイエム                                  | マーティン・マクドナー                          | グレアム・ブロードベント ピート・チャーニン                                                                                    |
| 2008 | マンマ・ミーア!                                           | フィリダ・ロイド                                | ベニー・アンダーソン ジュディ・クレイマー トム・ハンクス フィリダ・ロイド ビョルン・ウルヴァース リタ・ウィルソン              |
| 2009 | ハングオーバー! 消えた花ムコと史上最悪の二日酔い          | トッド・フィリップス                            | ダン・ゴールドバーグ トッド・フィリップス                                                                                      |
| 2009 | (500)日のサマー                                           | マーク・ウェブ                                  | メイソン・ノヴィック ジェエシカ・タッキンスキー マーク・ウォーターズ スティーヴン・J・ウルフ                                   |
| 2009 | 恋するベーカリー                                          | ナンシー・マイヤーズ                            | ナンシー・マイヤーズ スコット・ルーディン                                                                                      |
| 2009 | ジュリー&ジュリア                                         | ノーラ・エフロン                                | ノーラ・エフロン ローレンス・マーク エイミー・ロビンソン エリック・スティール                                                  |
| 2009 | NINE                                                      | ロブ・マーシャル                                | ジョン・デルーカ ロブ・マーシャル マーク・プラット ハーヴェイ・ワインスタイン モーリー・イェストン                             |

### 2010年代
| 年   | 作品名                                                           | 監督                                         | プロデューサー |
| ---- | ---------------------------------------------------------------- | -------------------------------------------- | --- |
| 2010 | キッズ・オールライト ‡                                           | リサ・チョロデンコ                           | ジェフリー・レヴィ＝ヒント ゲイリー・ギルバート ジョーダン・ホロヴィッツ セリーヌ・ラトレイ ダニエラ・タップリン・ランドバーグ フィリップ・ヘルマン                |
| 2010 | アリス・イン・ワンダーランド                                     | ティム・バートン                             | リチャード・D・ザナック ジョー・ロス スーザン・トッド ジェニファー・トッド                                                                                         |
| 2010 | バーレスク                                                       | スティーヴ・アンティン                       | ドナルド・デ・ライン |
| 2010 | RED/レッド                                                       | ロベルト・シュヴェンケ                       | ロレンツォ・ディ・ボナヴェンチュラ マーク・ヴァーラディアン |
| 2010 | ツーリスト                                                       | フロリアン・ヘンケル・フォン・ドナースマルク | グレアム・キング ティム・ヘディントン ロジャー・バーンボーム ゲイリー・バーバー ジョナサン・グリックマン                                                           |
| 2011 | アーティスト †                                                   | ミシェル・アザナヴィシウス                   | トマ・ラングマン |
| 2011 | 50/50 フィフティ・フィフティ                                     | ジョナサン・レヴィン                         | エヴァン・ゴールドバーグ ベン・カーリン セス・ローゲン |
| 2011 | ブライズメイズ 史上最悪のウェディングプラン                      | ポール・フェイグ                             | ジャド・アパトー バリー・メンデル クレイトン・タウンゼント |
| 2011 | ミッドナイト・イン・パリ ‡                                       | ウディ・アレン                               | レッティ・アロンソン ジャウメ・ローレ スティーヴン・テネンバウム                                                                                                   |
| 2011 | マリリン 7日間の恋                                               | サイモン・カーティス                         | デヴィッド・パーフィット ハーヴェイ・ワインスタイン |
| 2012 | レ・ミゼラブル ‡                                                 | トム・フーパー                               | ティム・ビーヴァン エリック・フェルナー デブラ・ヘイワード キャメロン・マッキントッシュ                                                                            |
| 2012 | マリーゴールド・ホテルで会いましょう                             | ジョン・マッデン                             | グレアム・ブロードベント ピーター・チャーニン |
| 2012 | ムーンライズ・キングダム                                         | ウェス・アンダーソン                         | ウェス・アンダーソン スコット・ルーディン ジェレミー・ドーソン スティーヴン・M・レイルズ                                                                           |
| 2012 | 砂漠でサーモン・フィッシング                                     | ラッセ・ハルストレム                         | ポール・ウェブスター |
| 2012 | 世界にひとつのプレイブック ‡                                     | デヴィッド・O・ラッセル                      | ブルース・コーエン ドナ・ジグリオッティ |
| 2013 | アメリカン・ハッスル ‡                                           | デヴィッド・O・ラッセル                      | チャールズ・ローヴェン ミーガン・エリソン リチャード・サックル ジョナサン・ゴードン                                                                                |
| 2013 | her/世界でひとつの彼女 ‡                                         | スパイク・ジョーンズ                         | ミーガン・エリソン ヴィンセント・ランディ スパイク・ジョーンズ |
| 2013 | インサイド・ルーウィン・デイヴィス 名もなき男の歌                | ジョエル・コーエン イーサン・コーエン        | スコット・ルーディン ジョエル・コーエン イーサン・コーエン |
| 2013 | ネブラスカ ふたつの心をつなぐ旅 ‡                                | アレクサンダー・ペイン                       | アルバート・バーガー ロン・イェルザ |
| 2013 | ウルフ・オブ・ウォールストリート ‡                               | マーティン・スコセッシ                       | リザ・アジズ、ジョーイ・マクファーランド レオナルド・ディカプリオ マーティン・スコセッシ エマ・ティリンジャー・コスコフ                                            |
| 2014 | グランド・ブダペスト・ホテル ‡                                   | ウェス・アンダーソン                         | ウェス・アンダーソン スコット・ルーディン ジェレミー・ドーソン スティーヴン・レイルズ                                                                              |
| 2014 | バードマン あるいは（無知がもたらす予期せぬ奇跡） †              | アレハンドロ・ゴンサレス・イニャリトゥ       | アレハンドロ・ゴンサレス・イニャリトゥ ニコラス・ジャコボーン アーマンド・ボー アレクサンダー・ディネラリス・Jr                                                    |
| 2014 | イントゥ・ザ・ウッズ                                             | ロブ・マーシャル                             | ジョン・デルーカ ロブ・マーシャル マーク・プラット カラム・マクドゥガル                                                                                            |
| 2014 | パレードへようこそ                                               | マシュー・ワーカス                           | デヴィッド・リヴィングストーン |
| 2014 | ヴィンセントが教えてくれたこと                                   | セオドア・メルフィ                           | ピーター・チャーニン セオドア・メルフィ フレッド・ルース ジェンノ・トッピング                                                                                      |
| 2015 | オデッセイ ‡                                                     | リドリー・スコット                           | サイモン・キンバーグ リドリー・スコット マイケル・シェイファー マーク・ハッファム アディタヤ・スード                                                               |
| 2015 | マネー・ショート 華麗なる大逆転 ‡                                | アダム・マッケイ                             | デデ・ガードナー ジェレミー・クライナー アーノン・ミルチャン ブラッド・ピット                                                                                      |
| 2015 | ジョイ                                                           | デヴィッド・O・ラッセル                      | ジョン・デイヴィス ミーガン・エリソン ジョナサン・ゴードン ケン・モク デヴィッド・O・ラッセル                                                                      |
| 2015 | SPY/スパイ                                                       | ポール・フェイグ                             | ポール・フェイグ ジェシー・ヘンダーソン ピーター・チャーニン ジェンノ・トッピング                                                                                  |
| 2015 | エイミー、エイミー、エイミー! こじらせシングルライフの抜け出し方 | ジャド・アパトー                             | ジャド・アパトー バリー・メンデル |
| 2016 | ラ・ラ・ランド ‡                                                 | デミアン・チャゼル                           | フレド・バーガー ジョーダン・ホロウィッツ マーク・E・プラット ゲイリー・ギルバート                                                                                 |
| 2016 | 20センチュリー・ウーマン                                         | マイク・ミルズ                               | アン・ケアリー ミーガン・エリソン ユーリー・ヘンリー |
| 2016 | デッドプール                                                     | ティム・ミラー                               | ローレン・シュラー・ドナー サイモン・キンバーグ ライアン・レイノルズ                                                                                               |
| 2016 | マダム・フローレンス! 夢見るふたり                               | スティーヴン・フリアーズ                     | マイケル・クーン トレイシー・シーウォード |
| 2016 | シング・ストリート 未来へのうた                                  | ジョン・カーニー                             | アンソニー・ブレグマン ジョン・カーニー ケヴィン・スコット・フレイクス クリスティアン・グラス マルティナ・ニーランド ラージ・ブリンダー・シン ポール・トライビッツ |
| 2017 | レディ・バード ‡                                                 | グレタ・ガーウィグ                           | スコット・ルーディン エヴリン・オニール イーライ・ブッシュ |
| 2017 | ディザスター・アーティスト                                       | ジェームズ・フランコ                         | ジェームズ・フランコ ヴィンス・ジョリヴェット セス・ローゲン エヴァン・ゴールドバーグ ジェームズ・ウィーヴァー                                                     |
| 2017 | ゲット・アウト ‡                                                 | ジョーダン・ピール                           | ジョーダン・ピール ジェイソン・ブラム ショーン・マッキトリック エドワード・H・ハム・Jr.                                                                            |
| 2017 | グレイテスト・ショーマン                                         | マイケル・グレイシー                         | ローレンス・マーク ピーター・チャーニン ジェンノ・トッピング |
| 2017 | アイ,トーニャ 史上最大のスキャンダル                             | クレイグ・ギレスピー                         | マーゴット・ロビー トム・アカーリー スティーヴン・ロジャース ブライアン・アンケレス                                                                                |
| 2018 | グリーンブック †                                                 | ピーター・ファレリー                         | ジム・バーク チャールズ・B・ウェスラー ブライアン・ヘインズ・カリー ピーター・ファレリー ニック・バレロンガ                                                        |
| 2018 | クレイジー・リッチ!                                              | ジョン・M・チュウ                            | ニーナ・ジェイコブソン ブラッド・シンプソン ジョン・ペノッティ |
| 2018 | 女王陛下のお気に入り ‡                                           | ヨルゴス・ランティモス                       | セシ・デンプシー エド・ギニー リー・マジデイ ヨルゴス・ランティモス                                                                                                |
| 2018 | メリー・ポピンズ リターンズ                                      | ロブ・マーシャル                             | ロブ・マーシャル ジョン・デルーカ マーク・プラット |
| 2018 | バイス ‡                                                         | アダム・マッケイ                             | ブラッド・ピット デデ・ガードナー ジェレミー・クライナー ウィル・フェレル アダム・マッケイ ケヴィン・メシック                                                      |
| 2019 | ワンス・アポン・ア・タイム・イン・ハリウッド                     | クエンティン・タランティーノ                 | デヴィッド・ハイマン シャノン・マッキントッシュ クエンティン・タランティーノ                                                                                       |
| 2019 | ルディ・レイ・ムーア                                             | クレイグ・ブリュワー                         | エディ・マーフィ ジョン・デイヴィス ジョン・フォックス |
| 2019 | ジョジョ・ラビット                                               | タイカ・ワイティティ                         | カーシュー・ニール タイカ・ワイティティ チェルシー・ウィンスタンリー                                                                                               |
| 2019 | ナイブズ・アウト/名探偵と刃の館の秘密                            | ライアン・ジョンソン                         | ライアン・ジョンソン ラム・バーグマン |
| 2019 | ロケットマン                                                     | デクスター・フレッチャー                     | アダム・ボーリング デヴィッド・ファーニッシュ デヴィッド・リード マシュー・ヴォーン                                                                                |

### 2020年代
| 年   | 作品名                                                                | 監督                           | プロデューサー |
| ---- | --------------------------------------------------------------------- | ------------------------------ | --- |
| 2020 | 続・ボラット 栄光ナル国家だったカザフスタンのためのアメリカ貢ぎ物計画 | ジェイソン・ウォリナー         | サシャ・バロン・コーエン アンソニー・ハインズ モニカ・レヴィンソン                                                      |
| 2020 | Hamilton                                                              | Thomas Kail                    | Thomas Kail リン＝マニュエル・ミランダ Jeffrey Seller                                                                   |
| 2020 | ライフ・ウィズ・ミュージック                                          | シーア                         | シーア ヴィンセント・ランディ                                                                                           |
| 2020 | パーム・スプリングス                                                  | マックス・バーバコウ           | クリス・パーカー アンディ・サムバーグ アキヴァ・シェイファー ディラン・セラーズ ベッキー・ストヴィター ヨーマ・タコンヌ |
| 2020 | ザ・プロム                                                            | ライアン・マーフィー           | ライアン・マーフィー アレクシス・マーティン・ウッドオール アダム・アンダース ドリー・ベリンスタイン ビル・ダマスキ      |
| 2021 | ウエスト・サイド・ストーリー ‡                                        | スティーヴン・スピルバーグ     | スティーヴン・スピルバーグ クリスティ・マコスコ・クリーガー ケヴィン・マックコラム                                      |
| 2021 | シラノ                                                                | ジョー・ライト                 | ティム・ビーヴァン エリック・フェルナー ガイ・ヒーリー                                                                  |
| 2021 | ドント・ルック・アップ ‡                                              | アダム・マッケイ               | アダム・マッケイ Kevin Messick                                                                                          |
| 2021 | リコリス・ピザ ‡                                                      | ポール・トーマス・アンダーソン | サラ・マーフィ アダム・ソムナー ポール・トーマス・アンダーソン                                                          |
| 2021 | Tick, tick... BOOM! : チック、チック…ブーン!                          | リン＝マニュエル・ミランダ     | ブライアン・グレイザー ロン・ハワード Julie Oh リン＝マニュエル・ミランダ                                               |

## 備考
- ^† - アカデミー作品賞受賞作。
- ^‡ - アカデミー作品賞候補作。